# Così diverso
Così diverso è il quarto album del cantante italiano Valerio Scanu, pubblicato il 20 marzo 2012 dall'etichetta discografica EMI ed anticipato dal singolo Amami, pubblicato il 9 marzo 2012.

## Il disco
L'album, pubblicato a distanza di due anni dall'ultimo lavoro discografico del cantante, contiene dieci tracce più una bonus track disponibile solo sulla piattaforma digitale iTunes, la cover di Hallelujah, famoso brano di Leonard Cohen del 1984.
La promozione dell'album è avvenuta nella fase serale dell'undicesima edizione di Amici di Maria De Filippi, nella categoria big. Scanu, oltre a svariate cover, esegue live Amami, Libera mente e l'inedito, non estratto come singolo, Il sole è contro me.
Dall'album, il successivo 1º giugno, è stato estratto il secondo singolo, Libera mente. Nello stesso mese ha avuto inizio il Così diverso tour.

## Tracce
1. Trasparente – 3:25 (Stefano Borzi, Federico Paciotti)
2. Il sole è contro me – 3:52 (Stefano Borzi, Federico Paciotti)
3. Amami – 3:52 (Stefano Borzi, Federico Paciotti)
4. Dove sei – 3:50 (Mario Cianchi, Luca Mattioni)
5. Rondine – 3:48 (Saverio Grandi)
6. Se è vero che ci sei – 4:19 (Stefano Borzi, Federico Paciotti)
7. Libera mente – 2:52 (Stefano Borzi, Federico Paciotti)
8. Sono qui per te – 4:11 (Stefano Borzi, Federico Paciotti)
9. A modo mio – 3:46 (Luca Mattioni, Mario Cianchi)
10. Così diverso – 4:09 (Andrea Bonomo, Valerio Scanu)

Durata totale: 38:04
Traccia bonus (iTunes)
1. Hallelujah – 3:58 (Leonard Cohen)

## Successo commerciale
Così diverso ha debuttato alla 6ª posizione della Classifica FIMI Album, posizione massima raggiunta per questo album.

## Classifiche
| Classifica (2012) | Posizione massima |
| ----------------- | ----------------- |
| Italia            | 6                 |

## Band
Per il Così Diverso Tour, ecco la composizione della band di Valerio Scanu:
- Martino Onorato: Tastiere
- Stefano Profazi: Chitarre
- Roberto Lo Monaco: Basso
- Alessandro Pizzonia: Batteria